# Sally Barsosio
Selina Barsosio, detta Sally (Keiyo, 21 marzo 1978), è una mezzofondista keniota, campionessa mondiale dei 10000 metri piani ad Atene 1997.

## Palmarès
| Anno | Manifestazione      | Sede      | Evento        | Risultato | Prestazione | Note                          |
| ---- | ------------------- | --------- | ------------- | --------- | ----------- | ----------------------------- |
| 1992 | Mondiali juniores   | Seul      | 10000 m piani | Bronzo    | 32'41"76    |                               |
| 1993 | Mondiali            | Stoccarda | 10000 m piani | Bronzo    | 31'15"38    | Miglior prestazione personale |
| 1994 | Mondiali juniores   | Lisbona   | 3000 m piani  | Bronzo    | 8'59"34     |                               |
| 1995 | Mondiali            | Göteborg  | 5000 m piani  | 11ª       | 15'39"57    |                               |
| 1996 | Giochi olimpici     | Atlanta   | 10000 m piani | 10ª       | 31'53"38    |                               |
| 1997 | Mondiali            | Atene     | 10000 m piani | Oro       | 31'32"92    |                               |
| 1998 | Mondiali di cross   | Marrakech | Corsa lunga   | 10ª       | 26'27"      |                               |
| 1998 | Campionati africani | Dakar     | 5000 m piani  | Argento   | 15'59"12    |                               |
| 2000 | Mondiali di cross   | Vilamoura | Corsa breve   | 8ª        | 13'16"      |                               |
| 2000 | Giochi olimpici     | Sydney    | 10000 m piani | 17ª       | 31'57"41    |                               |
| 2001 | Mondiali di cross   | Ostenda   | Corsa lunga   | 18ª       | 29'50"      |                               |
| 2004 | Mondiali di cross   | Bruxelles | Corsa lunga   | 10ª       | 28'08"      |                               |
| 2004 | Giochi olimpici     | Atene     | 10000 m piani | 17ª       | 32'14"00    |                               |

## Campionati nazionali
1996
- Oro ai campionati kenioti, 10000 m piani - 32'44"10
- Oro ai campionati kenioti di corsa campestre

1997
- Oro ai campionati kenioti, 10000 m piani - 34'16"30

1998
- Oro ai campionati kenioti, 5000 m piani - 16'11"70

2000
- Bronzo ai campionati kenioti, 10000 m piani - 32'19"0 m

2004
- 4ª ai campionati kenioti, 10000 m piani - 32'56"8 m

2005
- Oro ai campionati kenioti, 5000 m piani - 15'43"2 m

2006
- 14ª ai campionati kenioti, 10000 m piani - 33'29"0 m

2010
- 14ª ai campionati kenioti, 10000 m piani - 33'59"27

## Altre competizioni internazionali
1993
- Oro al Cross Internacional Valle de Llodio ( Llodio) - 14'11"

1994
- Oro al Cross Internacional de Soria ( Soria) - 11'31"

1995
- Oro al Giro Media Blenio ( Dongio) - 16'10"
- Oro al Cross Internacional Valle de Llodio ( Llodio) - 13'04"

1997
- Argento al Giro Media Blenio ( Dongio) - 16'15"
- Oro alla Grand Prix Final ( Fukuoka), 5000 m piani - 15'13"46

1998
- Argento al Mombasa International Cross Country ( Mombasa) - 26'30"

2000
- Bronzo alla Grand Prix Final ( Doha), 3000 m piani - 8'52"99
- Oro alla Vancouver Sun Run ( Vancouver) - 32'24"

2001
- Oro alla Vancouver Sun Run ( Vancouver) - 33'04"

2004
- 10ª alla World Athletics Final ( Monaco), 3000 m piani - 8'56"49
- Argento alla Vancouver Sun Run ( Vancouver) - 32'14"
- Argento alla Crescent City Classic ( New Orleans) - 32'28"

2005
- 7ª alla Mezza maratona di Delhi ( Nuova Delhi) - 1h12'58"
- 7ª alla Great North Run ( Newcastle upon Tyne) - 1h12'05"

2006
- 7ª alla Great North Run ( Newcastle upon Tyne) - 1h12'02"
- 13ª alla Great South Run ( Portsmouth), 10 miglia - 57'56"
- 5ª alla Great Ireland Run ( Dublino) - 33'29"
- 6ª alla Glasgow Britannic Asset Management Women's 10K ( Glasgow) - 33'33"
- 15ª alla Boulder International Challenge ( Boulder) - 35'17"

2008
- 13ª alla Mezza maratona di Delhi ( Nuova Delhi) - 1h13'54"

2009
- 16ª alla Mezza maratona di Delhi ( Nuova Delhi) - 1h13'52"
- Argento alla Paderborn Internationaler Osterlauf ( Paderborn) - 32'25"
- 4ª alla Great Ireland Run ( Dublino) - 33'04"

2010
- 7ª alla Maratona di Eindhoven ( Eindhoven) - 2h36'44"

2011
- Oro alla Maratona di Karlsruhe ( Karlsruhe) - 2h37'15"

2013
- 7ª alla Mezza maratona di Ngerenyi ( Ngerenyi) - 1h23'22"